# Melanophryniscus langonei
Melanophryniscus langonei är en groddjursart som beskrevs av Maneyro, Naya och Baldo 2008. Melanophryniscus langonei ingår i släktet Melanophryniscus och familjen paddor. IUCN kategoriserar arten globalt som akut hotad. Inga underarter finns listade i Catalogue of Life.